# Gypona assimilis
Gypona assimilis är en insektsart som beskrevs av Spångberg 1878. Gypona assimilis ingår i släktet Gypona och familjen dvärgstritar. Inga underarter finns listade i Catalogue of Life.